# Thysanocraspeda geminipuncta
Thysanocraspeda geminipuncta är en fjärilsart som beskrevs av W. Warren 1904. Thysanocraspeda geminipuncta ingår i släktet Thysanocraspeda och familjen Uraniidae. Inga underarter finns listade i Catalogue of Life.